# Aleksey của Nga
Aleksey Mikhailovich (tiếng Nga: Алексе́й Миха́йлович ; IPA: [ɐlʲɪkˈsʲej mʲɪˈxajləvʲɪtɕ] ; 29 tháng 3  [19 tháng 3 theo lịch cũ] năm 1629 – 8 tháng 2 [lịch cũ 29 tháng Giêng] năm năm 1676) là Sa hoàng của Nga trong những thập kỷ sôi động nhất của giữa thế kỷ 17. Triều đại của ông đã có cuộc xâm lược Liên bang Ba Lan và Lietuva và chiến tranh với Đế quốc Thụy Điển, sự phân ly Raskol trong Giáo hội Chính thống giáo Nga, và cuộc nổi dậy Cossack của Stenka Razin.  Trước khi ông qua đời vào năm 1676, Nước Nga Sa hoàng trải rộng trên gần 2.000.000.000 mẫu Anh (8.100.000 km2).

## Niên thiếu và lên ngôi

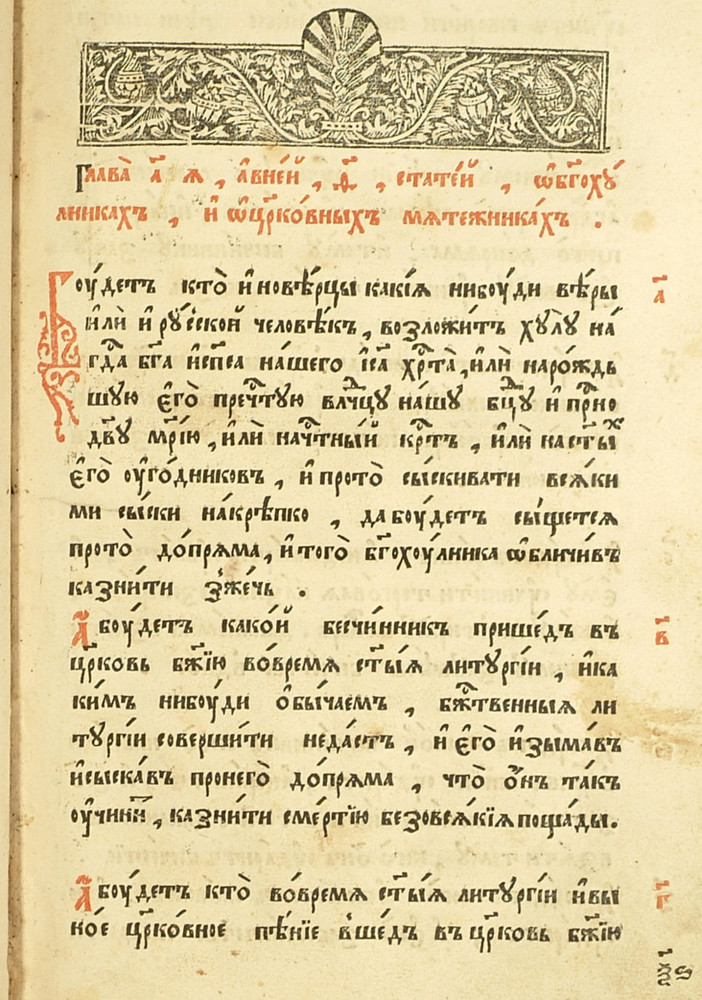
Trang đầu cuả bộ luật Sobornoye Ulozheniye.

Ông sinh ngày 29 tháng 3 năm 1629, là con trai duy nhất còn sống đến tuổi trưởng thành của Sa hoàng Mikhail I với hoàng hậu Eudoxia Streshneva. Ngay từ lúc thiếu niên, ông được học thầy Boris Morozov, một boyar miền Tây Nga. Ông lên kế vị làm Sa hoàng năm 1645 sau khi cha qua đời.
Trong thời gian tân Sa hoàng chưa đến tuổi trưởng thành, Morozov làm Nhiếp chính Nga và quản lý mọi việc. Morozov giám sát một số cơ quan chính phủ (gọi là prikazy) - Kho bạc hoàng gia, Streltsy, thuốc men và biên chế của quan lại trong chính quyền. Mong muốn tăng thu nhập cho kho bạc, Morozov giảm mức lương của nhân viên nhà nước và đưa ra mức thuế muối gián tiếp cao. Những biện pháp này gây ra cuộc bạo loạn muối năm 1648. Những người nổi dậy yêu cầu đuổi Morozov, nhưng vị sư đã giấu ông ta trong cung điện của ông và sau đó gửi ông vào Tu viện Kirillo-Belozersky. Tuy nhiên, sau bốn tháng, Morozov trở lại Moscow.
Ngày 29/1/1649, Morozov thay mặt nhà vua cho ban hành bộ luật Sobornoye Ulozheniye (tiếng Nga: Соборное уложение). Dưới hình thức ban hành ra toàn dân chúng dưới dạng các sắc lệnh, bộ luật này bảo vệ mọi quyền lợi của quý tộc Nga (về tòa án, về việc phục vụ trong quân đội, về lãnh địa của quý tộc), củng cố chế độ nông nô ở Nga. Bộ luật quy định nông nô Nga (xem thêm: Serfdom in Russia  bỏ trốn phải bị truy bắt suốt đời. Hậu quả của bộ luật này là hàng nghìn nông dân Nga bỏ trốn hàng loạt, một số nông dân Nga chạy đến định cư dọc biên giới (ở khu vực sông Đông) hình thành người Cossak (nông dân tự do).

## Trị vì

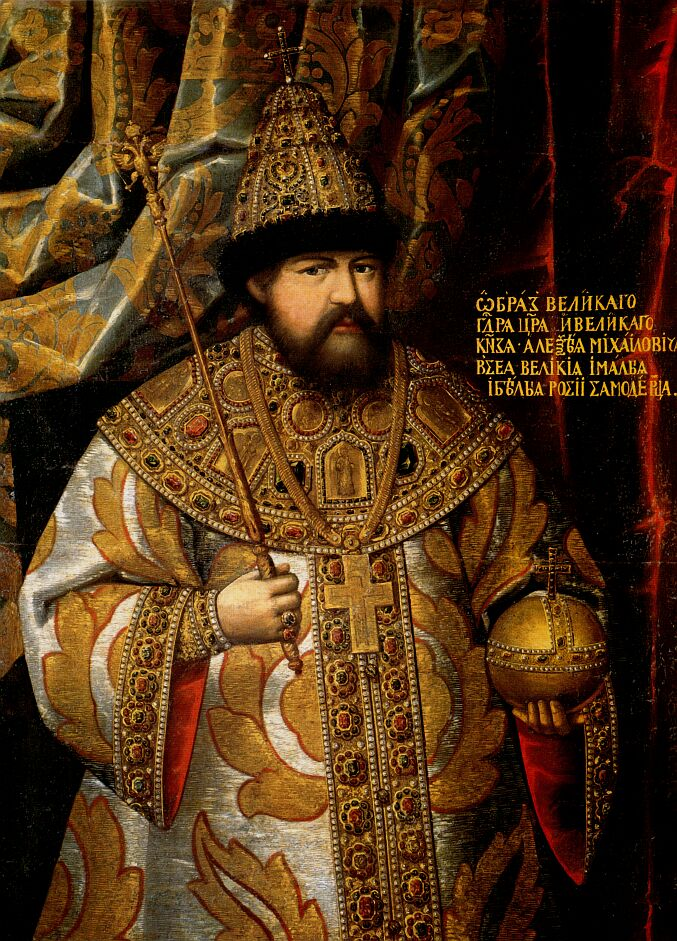
Chân dung Sa hoàng Aleksei của một họa sĩ chưa rõ tên vào khoảng cuối thập niên 1670 - đầu thập niên 1680.

Thời kỳ Sa hoàng Aleksei lên trị vị thực sự là thời kỳ sôi động nhất của nước Nga, thể hiện là sự chống đối mạnh mẽ của nông nô với đạo luật năm 1649 và Nga bành trướng ra bên ngoài.

### Khởi nghĩa nông dân
Sau khi dẹp tan cuộc bạo loạn về muối năm 1648, Aleksei lại đem quân đánh dẹp cuộc khởi nghĩa của nông dân vùng Pskov và Novgorod. Quân đội Sa hoàng đàn áp thành công Novgorod, nhưng cuộc kháng cự mạnh mẽ của nhân dân Pskov đã làm Sa hoàng chùn bước. Ông bị buộc phải hứa ân xá cho nhân dân thành phố để đổi lại sự đầu hàng của họ. Giám mục Nikon nổi bật ở Great Novgorod và năm 1651 đã trở thành lãnh đạo tôn giáo của Sa hoàng.
Vào những năm 1660, việc Nga tham gia chiến tranh với Thụy Điển làm gia tăng khó khăn với kinh tế Nga. Hơn nữa, Sa hoàng lại cho đúc một số lượng lớn đồng tiền mới làm đồng rúp cũ bị phá giá và tài chính bị khủng hoảng. Kết quả là, nhân dân Moscow tức giận nổi dậy khởi nghĩa năm 1662, nhưng lập tức bị chính phủ đàn áp.

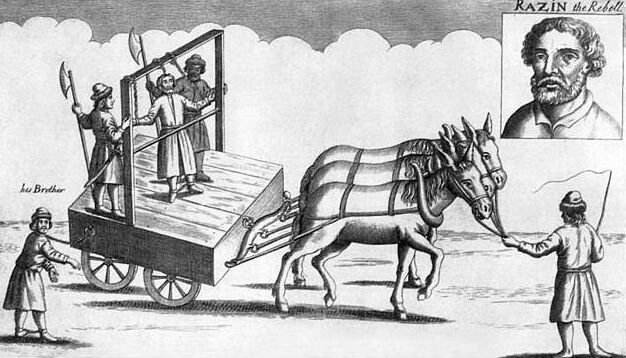
Tranh chạm khắc của người Anh mô tả cảnh xử tử Stepan Razin.

Năm 1667, người Cossak ở sông Đông khởi nghĩa. Lãnh đạo của họ là Stepan Razin (1630 - 1671), một người Cossaks khá giả nhưng rất thông cảm với người dân nghèo ở lưu vực sông Đồng. Razin tập hợp một nhóm nhỏ của người Cossacks, dự định thiết lập một căn cứ tại Yaitsk (hiện nay là Oral, nằm ở Kazakhstan trên sông Ural) và cướp bóc các làng từ đó. Mặc cho sự ngăn cản của Sa hoàng, nghĩa quân tiến vào Tsartisyn (thống đốc là Andrei Unkovsky) và giải phóng các tù nhân ở đấy, đối xử với họ bình đẳng như anh em. Đến năm 1670, nghĩa quân làm chủ một vùng rộng lớn từ sông Đông đến lưu vực sông Volga. Họ tuyên bố chỉ chống lãnh chúa và các quan chức chính phủ nhưng không chống Sa hoàng. Để chuẩn bị đánh chiếm Moskwa, nghĩa quân tiến đánh các thành phố xung quanh Moskwa như Astrakhan, Saratov và Samarra, biến Astrakhan thành căn cứ địa lợi hại để đối đầu với Moskwa. Được các dân tộc vùng Volga (Tarta, Mordoni, Mari...) và nhân dân Ucraina ủng hộ, nghĩa quân cố gắng đánh chiếm Simbirsk (10/1670) nhưng bị đánh bại. Thất bại ở Simbirsk (10/1670) làm Razin bị mất uy tín, nhiều người Cossak không ủng hộ ông nữa. Ngay cả những khu định cư của ông tại Saratov và Samara cũng không chịu mở cửa cho ông ta, và cả người Cossacks sông Đông, nghe rằng tổ tiên nhà vua Moscow đã ca ngợi Razin, cũng tuyên bố chống lại ông ta. Razin phải chống chọi đơn độc với những người đã phản mình, nhất là những người Cossaks khá giả. Bị quân chính phủ và quân Cossaks khá giả tấn công liên tục, nghĩa quân buộc phải đầu hàng và Razin (cùng anh trai là Frol Razin) bị một chỉ huy người Cossaks khá giả bắt đem nộp cho chính phủ. Sau nhiều cực hình tra tấn, Stepan Razin bị xử tử ngày 6/6/1671 ở nhà tù Lobnoye Mesto. Khởi nghĩa vẫn còn tiếp diễn ở nhiều nơi, mạnh nhất là ở Astrakhan. Những người nổi dậy ở Astrakhan đã kháng cự cho đến ngày 26 tháng 11 năm 1671 khi hoàng tử Ivan Miloslavsky khôi phục sự kiểm soát của chính phủ.

### Chiến tranh Nga - Ba Tư (1651 - 1653)
Lấy lý do vùng biên cương Ba Tư luôn bị người Cossaks cướp bóc tàn bạo, người Cossaks vùng biên giới lập pháo đài mới trên Sông Sunzha để hỗ trợ cho nhà cầm quyền Gruzia Teimuraz I, người đã bị các trung đoàn Safavid của ông lật đổ và đã quay sang Nga để giúp đỡ, quân đội Ba Tư khởi sự chiến tranh với Nga. Năm 1651, theo lệnh của Shah Abbas II của Ba Tư, tướng Shamakhi Khan đem 20.000 quân tấn công pháo đài Sunzha và tiến sang Astrakhan. Bị quân Nga phản công quyết liệt, quân Ba Tư vẫn phản công và cướp bóc liên tục và từ từ lui quân, lấy hàng ngàn ngựa, gia súc, cừu và lạc đà cũng như những người bị bắt. Đầu năm 1653, Shah Ba Tư lại ra lệnh cho các thống đốc của Ardabil, Chugur-i Sa'ad (Erivan), Qarabagh, Astara gửi các lực lượng để giúp đỡ Thống đốc Safavid của Shirvan, Khusraw Khan. Cuối tháng 3/1653, quân Ba Tư băng qua núi và tràn sang tiếp tục bao vây pháo đài Sunzha. Bị vây ngặt và thiếu lương thực trầm trọng, quân Nga rút lui. Đến cuối năm 1653, Shah chặn đứng cuộc bao vây Kandahar của quân Mughal. Quân Nga kinh sợ trước sức mạnh của Ba Tư, nên gửi đại sứ đến hòa đàm với Shah tại thủ đô Moskwa tới 6 tháng liền của năm 1654 (tháng 4 - tháng 10/1654). Tại Moskwa đại sứ Ba Tư nói rằng Shemakhi Khan đã hành động theo thẩm quyền của mình nhưng ông không thể bị trừng phạt vì ông đã đột ngột qua đời.

### Chiến tranh giữa Nga với Ba Lan, Thụy Điển (1654 - 1658)

#### Chiến tranh Nga - Ba Lan (1654 - 1667)

##### Giai đoạn 1: quân Nga tấn công vào Ba Lan (1654 - 1655)

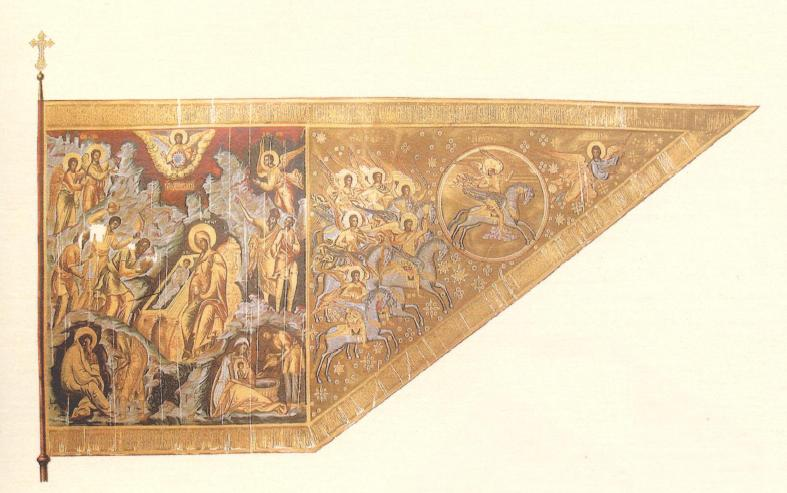
Cờ hiệu của "Đại Trung đoàn" do đích thân Sa hoàng Alexei chỉ huy, năm 1654.

Lợi dụng lúc Ba Lan gặp khó khăn do phải đối phó cuộc khởi nghĩa của nhân dân Ucraina do Bohdan Khmelnytsky nhằm hợp nhất Ucraina với Nga, Sa hoàng Nga Aleksei họp Hội đồng lãnh chúa tại Moskwa (theo thỉnh nguyện hợp nhất Ucraina vào Nga của Bohdan Khmelnytsky) tuyên bố sáp nhập Ucraina vào Nga vào ngày 8/1/1654, tuyên chiến với Ba Lan.
Chiến tranh Nga - Ba Lan bùng nổ. Tháng 7/1654, 41.000 quân Nga do Hoàng tử Yakov Cherkassky, Nikita Odoevsky và Ivan Khovansky chỉ huy, đã đánh chiếm được pháo đài biên giới của Bely và Dorogobuzh và vây hãm Smolensk. Tại Smolensk, quân Nga bị 10.000 quân Lithuania của Janusz Radziwiłł kháng cự quyết liệt. Với ưu thế về quân số và hỏa lực, quân Nga đánh bại quân của Radziwiłł trong các trận Shklov và Shepeleviche. Sau cuộc bao vây kéo dài ba tháng, Smolensk - đối tượng chính của cuộc chiến Nga-Ba Lan trước đó - rơi vào tay người Nga vào ngày 23 tháng 9.
Trong thời gian đó, Aleksey Trubetskoy (1600 - 1680) đã dẫn cánh phía nam của quân đội Nga từ Bryansk đến Ukraine. Lãnh thổ giữa Dnepr và Berezina bị chiếm đóng, Trubetskoy kết thân với Homel và dùng đồng minh này để đánh chiếm Mstislavl và Roslavl. Ở phía bắc, tướng Nga Vasily Borisovich Sheremetev (1622 - 1682) rời Pskov và đánh chiếm các thành phố của Lithuania là Nevel (ngày 1 tháng 7), Polotsk (17 tháng 7), và Vitebsk (ngày 17 tháng 11). Cùng vào cuối năm 1654, quân đội Nga tiếp tục đánh chiếm đất Livonia của Ba Lan và vùng Ludza và Rezekne. Đồng thời, lực lượng kết hợp của Khmelnitsky và Boyar Buturlin của Nga đã tấn công Volynia. Mặc dù có nhiều bất đồng giữa các chỉ huy, nhưng họ đã nắm giữ Ostrog và Rovno vào cuối năm.

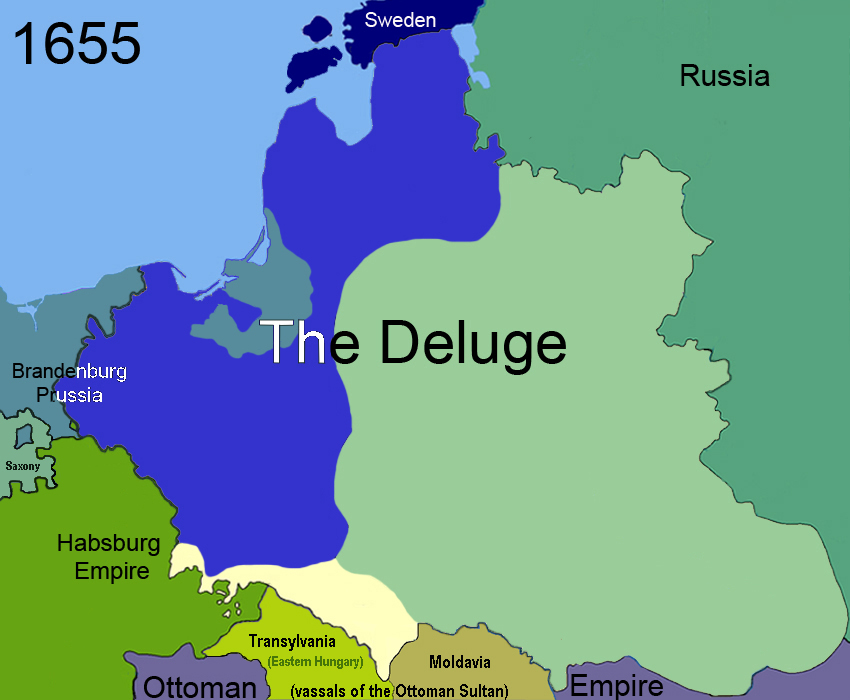
Các vùng lãnh thổ do Thụy Điển và Nga chiếm đóng Khối Thịnh vượng chung vào năm 1655

Đầu tháng 12/1654 cho đến mùa xuân 1655, Radziwill tung ra một cuộc phản công ở Belarus, chiếm Orsha và bao vây Mogilyov. Ông tiến hành bao vây Mogilyov trong ba tháng nhưng không có kết quả. Dù vậy, Radziwill vẫn vui mừng vì đội quân Ba Lan của nhà vua Jan II Casimir đánh bại quân của Sheremetev và Khmelnitsky tại trận Okhmativ, trong khi đạo quân Ba Lan thứ hai (liên minh với Tatar) phá vỡ liên quân Nga-Ukraina tại Zhashkov.
Thất bại liên tiếp của quân đội làm Sa hoàng Aleksei choáng váng. Ông ta huy động một đạo quân khổng lồ ra trận tấn công quân Ba Lan. Việc huy động của ông quả nhiên hiệu quả: quân Nga đánh chiếm thành công Minsk và thủ đô Vilnius của Đại công Lithuania đã bị Nga chiếm đóng ngày 31 tháng 7. Thành công này được theo sau bởi cuộc chinh phục Kaunas và Hrodno vào tháng 8.
Ở những nơi khác, Hoàng tử Volkonsky đi từ Kiev tiến lên Dnepr và Pripyat, dẫn quân Litva đi chiếm Pinsk trên đường hành quân của mình. Một đơn vị của Trubetskoy vượt qua Slonim và Kletsk, trong khi Sheremetev chiếm giữ Velizh vào ngày 17 tháng 6. Trong khi một đội quân Lithuania vẫn chống lại cuộc bao vây của quân Cossacks ở Stary Bykhov, quân Nga của Khmelnitsky và Buturlin đã hoạt động mạnh tại Galicia. Họ tấn công thành phố Lwów của Ba Lan vào tháng Chín và vào Lublin sau thất bại của Pawel Jan Sapieha gần Brest.

##### Giai đoạn 2: Bước ngoặt của chiến tranh - vấn đề Ucraina (1656 - 1659)

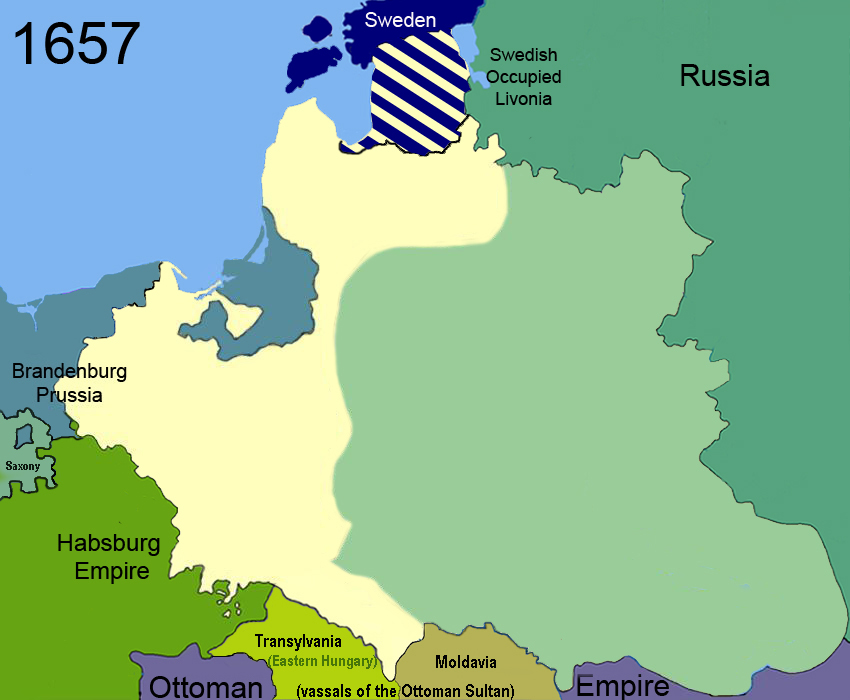
Lược đồ lãnh thổ Khối thịnh vượng chung Ba Lan-Lithuania vào năm 1657, trong đó vùng do Nga và quân đồng minh kiểm soát được tô màu xanh lá cây nhạt.

Trong lúc Ba Lan đang vướng phải chiến tranh với Nga, quốc vương Thụy Điển Karl X bất ngờ đưa quân tấn công vào Ba Lan vào đầu năm 1655. Thấy tình thế bất lợi, Afanasy Ordin-Nashchokin (Nga) quyết định khởi sự đàm phán với người Ba Lan và ký một lệnh ngừng bắn ở Vilna vào ngày 2 tháng 11. Bỏ ngoài tai lệnh ngừng bắn Nga - Ba Lan, quân Thụy Điển tiến vào vùng Livonia (Thụy Điển) và tấn công thành phố Riga của Lithuania. Về phía Khmelnytsky thì sau khi biết tin này, Khmelnytsky đã không chống lại cuộc ngừng bắn tạm thời này và ủng hộ Sa hoàng mặc dù ông cảnh báo ông về tình trạng nô lệ của Ba Lan. Nhưng cái chết bất ngờ của ông đã làm việc ủng hộ Nga tan thành mây khói. Ivan Vyhovsky, người kế vị Khmelnytsky năm 1657 đã liên minh với những người Ba Lan vào tháng Chín 1658, tạo ra Đại đoàn Ruthenia.
Thấy rõ nguy cơ Ba Lan mà tiêu biểu là Đại đoàn Ruthenia đang xúc tiến chuẩn bị tấn công Nga, Sa hoàng Aleksei quyết định tạm thời chấm dứt chiến tranh với Thụy Điển bằng Hiệp ước Valiersar (10/1658). Với người Cossacks, Aleksei quyết định hạn chế quyền tự trị của họ bằng Hiệp định Pereyaslav (10/1659) nhằm ràng buộc họ với nước Nga. Sự chuẩn bị này tạo điều kiện cho Nga tiến hành trở lại chiến tranh với người Ucraina vào cuối năm 1658.
Mở đầu cuộc chiến, quân Nga bắt được tướng Wincenty Gosiewski tại trận chiến Werki. Ở phía bắc, Yury Dolgorukov chiếm giữ Vilnius (11/10/1659) trong khi ở phía nam, quân Vyhovsky đã không giành được Kiev từ sự kiểm soát từ đạo quân Nga của Sheremetev. Nhưng trước đó vào tháng 7/1659, Đại đoàn Ruthenia và khan Krym gặp thất bại nặng nề với quân đội Trubetskoy, sau đó quân Nga bao vây Konotop.
Một vận may lại đến với người Nga, khi Đại đoàn Ruthenia bị mất liên minh với khan Krym do khan bận bịu với chiến dịch tấn công Chyhyryn. Một cuộc nổi loạn bất ngờ trong nội bộ Đại đoàn Ruthenia ở Ba Lan làm chết viên quý tộc Ucraina Yuri Nemyrych, người được coi là tác giả ban đầu của Hiệp ước Hadyach. Về sau, nổi dậy lan tràn khắp Ucraina làm Vyhovsky không sao đối phó được. Trước tình hình, người Cossaks khá giả đã xúi giục những người nổi loạn phải rời bỏ Ba Lan mà liên minh trở lại với Nga. Có những người lính cossacks khác bỏ rơi Vyhovsky và tập trung dưới quyền của Yuri Khmelnytsky, trong khi Vyhovsky bị bỏ rơi với quân đội Ba Lan và các đạo quân lính đánh thuê khác. Một hội đồng đã được lập ra, bầu Khmelnytsky làm lãnh đạo mới của Ucraina. Biết được tin Yuri Khmelnytsky là lãnh đạo của Ucraina, quân Nga rời mặt trận và tiến vào Ucraina đàm phán với Khmelnytsky. Tướng chỉ huy Nga Trubetskoi mời Khmelnytsky đàm phán, buộc ông này phải ký chính thức Hiệp định Pereyaslav, buộc Ucrania phải bị chính thức sáp nhập vào Nga.

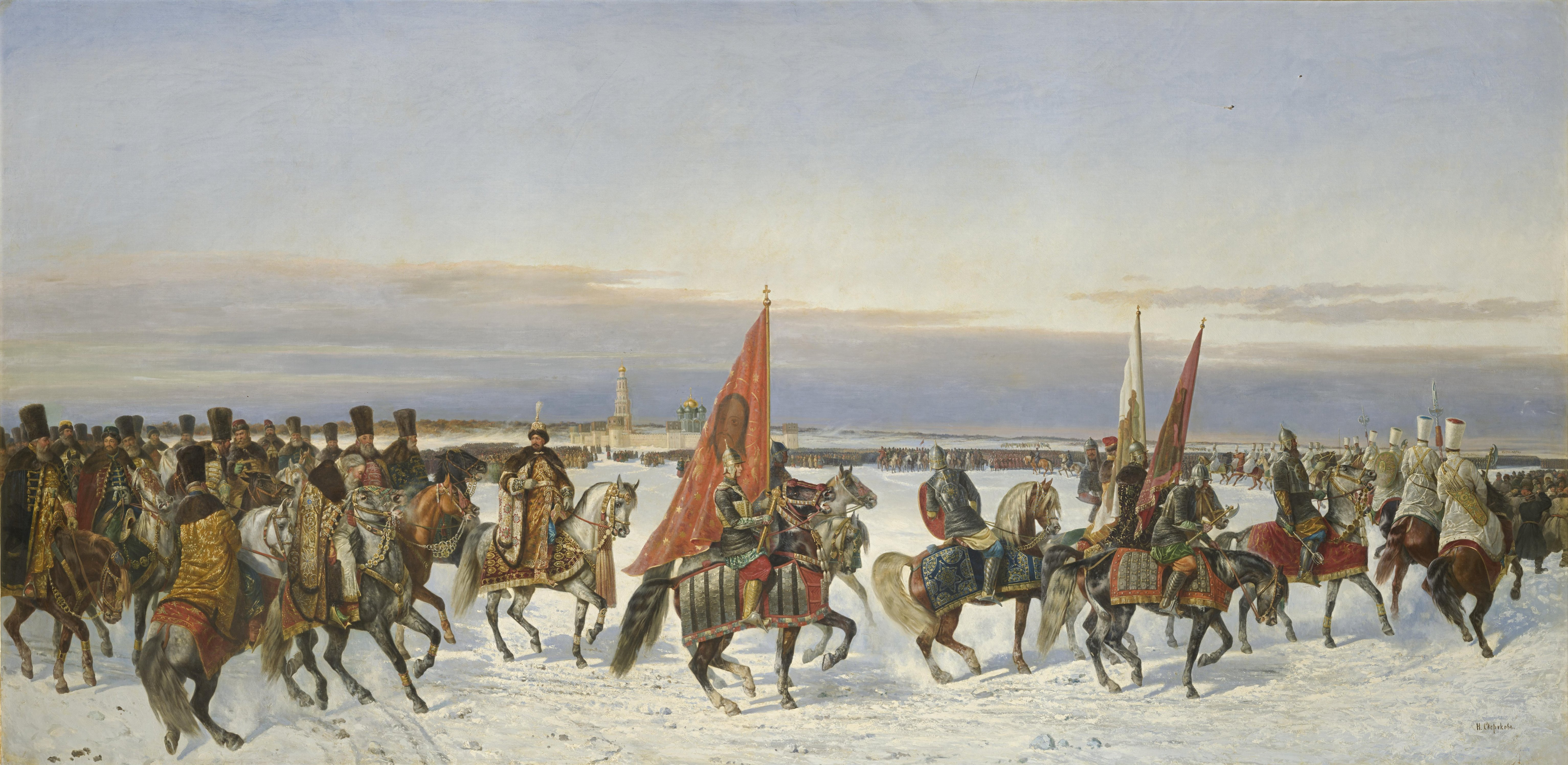
Sa hoàng Aleksei kiểm tra một đoàn quân Nga năm 1664, tranh của Nikolai Swertschkow.

##### Giai đoạn 3: quân Ba Lan phản công Nga - chiến tranh kết thúc (1660 - 1667)
Sau khi đã sáp nhập hoàn toàn Ucraina vào Nga cuối năm 1659, Sa hoàng Aleksei quyết định chấm dứt hoàn toàn chiến tranh với Thụy Điển bằng Hiệp ước Olivia năm 1660, tiếp tục cuộc chiến tranh với Ba Lan. Vì tốn quá nhiều sức lực vào vấn đề sáp nhập Ucraina vào Nga, quân Nga ngày càng suy yếu: quân Ba Lan của Sapieha và Stefan Czarniecki đánh bại Khovansky tại Trận chiến Polonka vào ngày 27 tháng 6. Tiếp đến, Potocki và Lubomirski tấn công quân Nga của Sheremetev trong trận Cudnów vào ngày 2 tháng 11, sau khi thuyết phục thành công Yurii Khmelnytsky rút lui khỏi cuộc chiến chống Ba Lan.

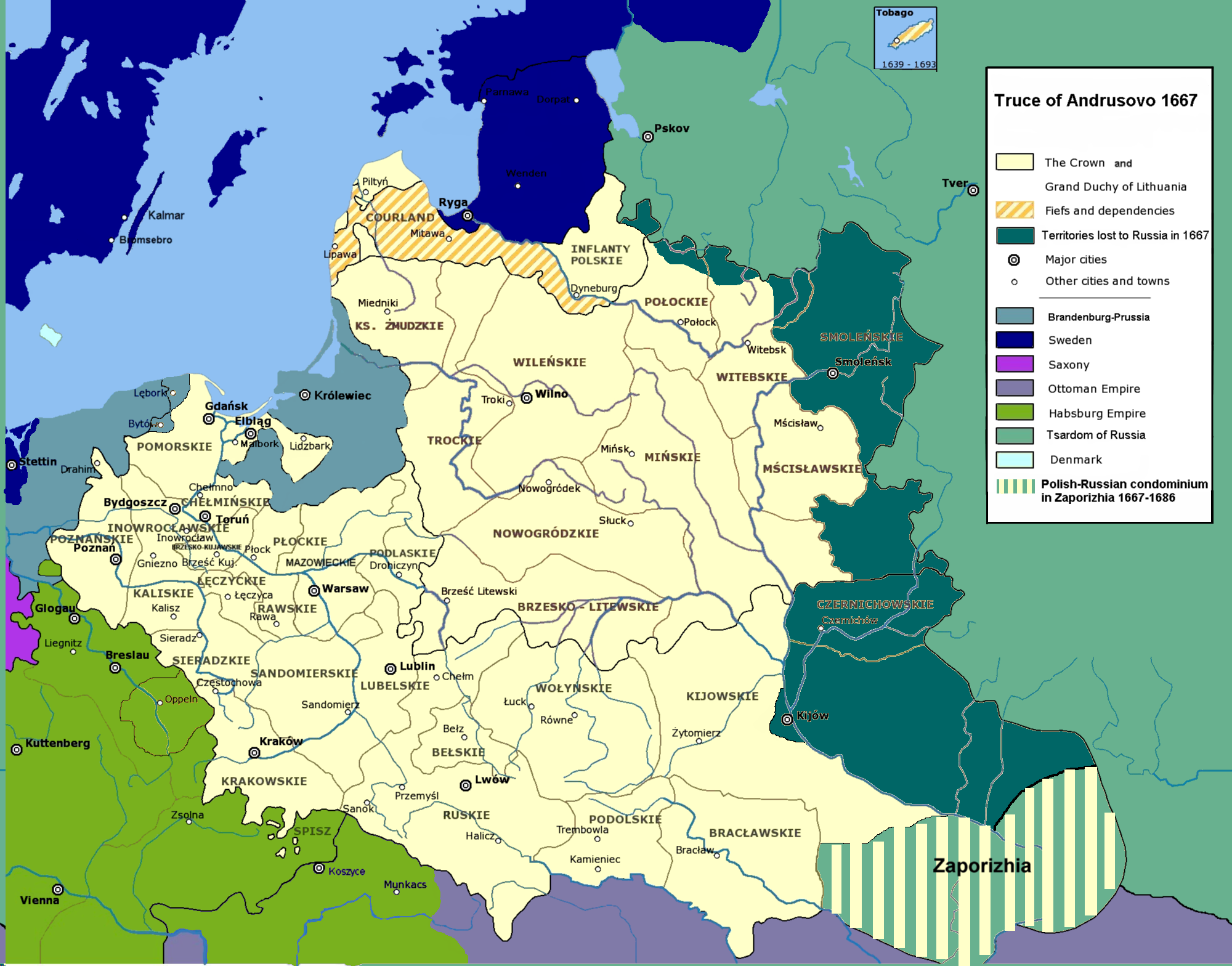
Lược đồ lãnh thổ sau hòa ước Andrusovo (1667). Phần lãnh thổ mà Nga giành được sau hòa ước tô màu xanh lá cây đậm, còn vùng gạch dọc màu xanh lá cây là vùng do Nga và Ba Lan đồng quản lý.

Đến năm 1663, vua Ba Lan kéo quân vượt qua sông Dnepr và xâm chiếm bờ biển Ucraina, nhưng bị quân Nga đánh thua trong trận bao vây Hlukhiv và trận ở Novgorod-Seversky. Mặc dù vậy, Ba Lan cũng vớt vác được danh dự khi Khối thịnh vượng chung Ba Lan - Litva đã đánh bại lực lượng của Khovansky tại Vitebsk vào mùa hè năm 1664.
Hai nước quá mệt mỏi vì chiến tranh nên khởi sự đàm phán hòa bình. Sau ba năm đàm phán, ngày 30/1/1667 [9 tháng Giêng theo lịch cũ), đại diện của hai nước là Afanasy Ordin-Nashchokin (của Nga) và Jerzy Chlebowicz (của Khối thịnh vương chung) ký Hiệp định tại làng Andrusovo, cách không xa Smolensk. Theo hiệp định này, Khối thịnh vương chung Ba Lan-Litva đã nhượng cho Nga pháo đài của Smolensk và Ukraine trên bờ trái sông Dnepr (bao gồm cả Kiev), trong khi Khối thịnh vượng chung giữ lại được ngân hàng ở cạnh sông thuộc Ucraina. Thành phố Kiev sẽ được Nga mua lại vào năm 1686 với giá 146.000 rúp. Hai nước cùng thỏa thuận mức bồi thường mà Nga trả cho Ba Lan - Litva là 1.000.000 zloty - tương đương với 200.000 rúp; họ cũng thỏa thuận sẽ lập liên minh để cùng chống đế quốc Ottoman.

#### Chiến tranh Nga - Thụy Điển (1656 - 1658)
Gần như cùng thời điểm với chiến tranh Nga - Ba Lan, chiến tranh Nga - Thụy Điển cũng chính thức được khởi động giữa hai nước vào giữa năm 1656. Cuộc chiến tranh này được vua Thụy Điển Karl X chuẩn bị kỹ lưỡng với mục đích lợi dụng Nga đang bận chiến tranh với Ba Lan, đánh một đòn phủ đầu để buộc Nga phải chia lực lượng ra đánh Thụy Điển. Hơn nữa, mục đích của vua Thụy Điển còn xa hơn: gây chiến tranh với Nga để kiềm chế sức mạnh của quốc gia này đang lên dưới thời triều đại Romanov
Trước âm mưu của Thụy Điển, Sa hoàng Nga Aleksei cử viên đại diện Ordin-Nashchokin ký một thỏa thuận ngừng bắn với Ba Lan vào mùa hè năm 1656 (Hiệp định Vilna, còn được gọi là Hiệp định Niemież), đồng thời Nga cũng lập liên minh với hetman người Ukraina, Bogdan Khmelnytsky để nhờ người này chống quân Ba Lan thay quân chủ lực Nga đang chuẩn bị chiến tranh với Thụy Điển.
Vào tháng 7, một lực lượng dự bị của quân đội Nga đã băng qua khu vực Ingria của Thụy Điển, tấn công vào pháo đài chính của Baltic - Nöteborg và Nyen. Trong khi đó, một đơn vị lính Nga khác đã tiến chiếm Dorpat (Tartu). Chiếm xong các pháo đài chính của Thụy Điển, quân chủ lực Nga đi bộ men theo bờ đất ở vùng Western Dvina, tiến về thành phố Riga rồi bao vây thành Daugavpils (18 - 31/7/1656). Thừa thắng, Aleksei dẫn quân ồ ạt tấn công Koknese ngày 14/8/1656. Cuộc tấn công với 2.500 quân của Sa hoàng đã giành thắng lợi, quân Thụy Điển rút lui và Nga giành quyền kiểm soát sông Daugava và mở đường vào Riga. Ngày 21/8/1656, 25.000 quân Nga do Vladimir Vizin và dragoon Daniel Krafert chỉ huy đã cuộc tấn công bao vây Riga. Cuộc bao vây diễn ra quyết liệt. Quân Thụy Điển bị bao vây lâu ngày nên thiệt hại nặng và việc tướng Thụy Điển Heinrich von Thurn hi sinh trong thành làm tinh thần quân Thụy Điển hoang mang. Biết tin này, vua Thụy Điển cử một đạo quân thủy từ chính quốc sang cứu viện. Không có thủy quân, quân bộ của Nga bao vây thành rất vất vả và luôn bị địch tấn công. Thủy quân Thụy Điển chiến đấu quyết liệt giữ thành nên Nga chỉ chiếm ba căn cứ, hai trên bờ phía đông của Duna ở vùng ngoại ô của Riga, và một căn cứ khác của Quân đoàn Ordyn-Nashokin ở bờ phía tây của Duna, đối diện với đường phố Kobrun. Kết quả, quân Nga thất bại thảm hại với 14.000 lính chết trong cuộc bao vây, phải lui quân. Trên đường rút, quân Nga bị quân Thụy Điển truy kích liên tục và đánh tan quân của tướng Nga Matvey Sheremetev tại Valga năm 1657. Mặc dù thất bại, nhưng quân Nga cũng gỡ gạt được nỗi nhục này khi tướng Nga Ivan Khovansky chặn đánh tan quân Thụy Điển tại Gdov, vào ngày 16 tháng 9 năm 1657.
Năm 1658, Đan Mạch bị Thụy Điển loại ra khỏi cuộc Chiến tranh Bắc Âu lần thứ hai do Hiệp ước Roskilde (8/3/1658) đã khiến vua Thụy Điển giành nhiều thời gian hơn cho chiến tranh với Nga. Hơn nữa, việc quân Cossaks do Ivan Vyhovsky chỉ huy đã liên minh với Ba Lan chống Nga nên Sa hoàng Aleksei quyết định kết thúc chiến tranh với Thụy Điển bằng Hiệp ước Valiesar (Vallisaare) ngày 20/12/1658. Hiệp định này quy định, Nga được phép giữ các lãnh thổ bị chinh phục tại Latvia và Estonia - Koknese, Aluksne, Dorpat, Nyslott - trong ba năm. Khi thời hạn trên đã hết, các boyar Nga gây sức ép (vì sợ Thụy Điển đe dọa vũ lực) buộc Sa hoàng ký tiếp Hiệp định Cardis năm 1661 trả lại cho Thụy Điển những vùng đất đã chiếm được, Ngã phải phá hủy các tàu chiến thu được trong trận bao vây Riga. Tuy nhiên, hai hiệp định này cũng gây thiệt thòi cho Nga: nước này mất đường ra biển Baltic.

### Vấn đế Anh quốc
Khi biết tin Charles I bị Oliver Cromwell cho xử tử vào ngày 30/1/1649 trong cuộc nội chiến Anh, Sa hoàng Nga trong cơn tức giận đã quyết định cắt đứt quan hệ với Cromwell của Anh, cho phép những quý tộc hoàng gia Anh được tỵ nạn ở Moskwa và cấm thương nhân Anh đang buôn bán ở Nga không được trở về buôn bán ở chính quốc. Aleksei cũng hỗ trợ tài chính cho vợ của Charles, hoàng hậu Maria Henrietta.

### Ly giáo trong Chính thống giáo

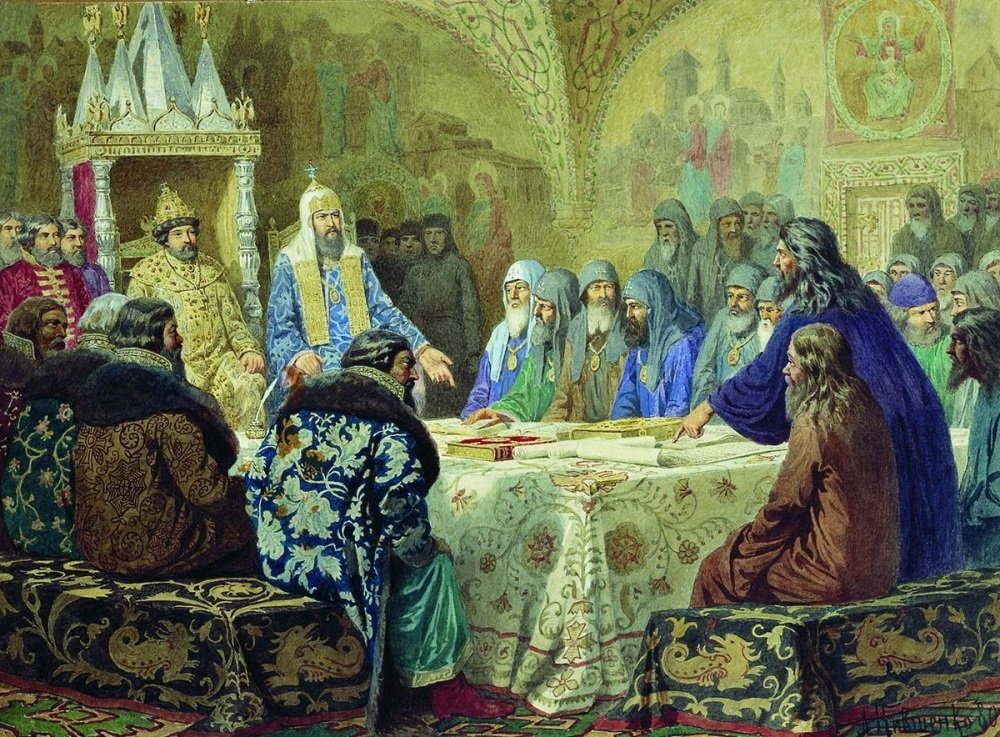
Thượng phụ Nikon giới thiệu các sách phụng vụ được chỉnh sửa, tranh của Aleksei Kivszenka.

Năm 1653, Thượng phụ Nikon đã tiến hành một loạt các cải cách nhằm điều chỉnh các hoạt động của Nhà thờ Chính Thống Nga cho phù hợp với đồng hương Chính thống giáo ở Hy Lạp. Đáng chú ý nhất, nhà thờ bắt đầu cho phép sử dụng ba ngón tay thay vì hai trong việc làm dấu thánh giá. Điều này dẫn đến sự bất đồng quan trọng trong cộng đồng nhà thờ Chính thống giáo. Tuy nhiên, Aleksei vẫn ủng hộ Thượng phụ Nikon cho đến khi ông từ chức vào năm 1658, để lại ngai Thượng phụ bỏ trống trong 9 năm. Pitirim của Krutitsy tạm thời lên thạy, nhưng không giải quyết được vấn đề của Thượng phụ Nikon gây ra.
Năm 1666, Aleksei triệu tập Hội nghị tôn giáo ở Moskwa, có sự tham dự của Tổ phụ Macarios III của Antioch (1647 - 1672) và Tổ phụ Paisius của Alexandria (1657–1678), nhằm giải quyết các vấn đề gây ra bởi Nikon. Hội nghị ra quyết định xóa bỏ cải cách của Thượng phụ Nikon, xua đuổi tất cả những người phản đối cải cách nhà thờ Chính thống giáo. Những người phản đối đã tách khỏi Nhà thờ chính thống Nga chính thức để hình thành phong trào tín đồ Tin Lành.

## Sách tham khảo
- Grigory Kotoshikhin's On Russia during the reign of Alexey Mikhailovich (1665) is a key source on domestic life of the tsar and his court.
- Yury Krizhanich's treatises from the 1660s are also very informative.